# The Dying Daylights
The Dying Daylights è il quarto album in studio del gruppo gothic metal finlandese Charon, pubblicato nel 2003.

## Tracce
1. Failed – 3:50
2. Religious/Delicious – 3:26
3. Death Can Dance – 3:41
4. In Brief War – 3:49
5. Guilt on Skin – 3:16
6. Unbreak, Unchain – 5:21
7. Drive – 3:36
8. Every Failure – 4:45
9. In Trust of No One – 3:03
10. If – 3:32
11. No Saint – 6:09
12. Built for My Ghosts – 3:42
13. Re-Collected – 3:50

## Formazione
- Juha-Pekka "JP" Leppäluoto - voce
- Pasi Sipilä - chitarra
- Jasse von Hast - chitarra
- Ant Karihtala - batteria
- Teemu Hautamäki - basso